# Fortuna (ort i Costa Rica)
Fortuna är en ort i Costa Rica.   Den ligger i provinsen Guanacaste, i den nordvästra delen av landet, 150 km nordväst om huvudstaden San José. Fortuna ligger 437 meter över havet och antalet invånare är 1 774.
Terrängen runt Fortuna är varierad. Runt Fortuna är det glesbefolkat, med 15 invånare per kvadratkilometer. Närmaste större samhälle är Bagaces, 17,6 km söder om Fortuna. Omgivningarna runt Fortuna är en mosaik av jordbruksmark och naturlig växtlighet.